# México Cricket Club
Il México Cricket Club è stata una società calcistica messicana, con sede a Città del Messico.

## Storia
Il México Cricket Club nacque nel 1827 da alcuni immigrati britannici, e fu una società di cricket per tutta la durata del diciannovesimo secolo. Nel 1901 venne fondata la sezione calcistica che prese parte al campionato di Primera Fuerza a partire dalla stagione 1902-1903, la prima di tale competizione. Nel 1903-1904 vinse il suo primo ed unico titolo nazionale, concludendo il campionato al primo posto davanti al Reforma staccato di un punto.
Nel 1905 la società venne annessa al San Pedro Golf Club cambiando denominazione, e solo un anno più tardi si fuse con il México Country Club, assumendo tale nome fino alla sua scomparsa nel 1908.

## Cronologia dei nomi
- 1901-1905 : México Cricket
- 1905-1906 : San Pedro Golf
- 1906-1908 : México Country Club

## Palmarès

### Competizioni amatoriali
- Campionato messicano amatoriale: 1

1903-1904